# Dos de Abril (departement)
Dos de Abril is een departement in de Argentijnse provincie Chaco. Het departement (Spaans:  departamento) heeft een oppervlakte van 1.594 km² en telde in 2001 7.435 inwoners.

## Plaats in departement Dos de Abril
- Hermoso Campo